# Österland

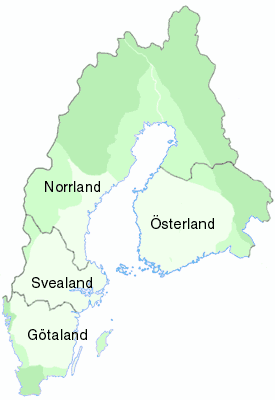
Tradycyjne kraje Szwecji (landsdelar). Poszczególne etapy ekspansji terytorialnej zaznaczone różnymi odcieniami. Granice z roku 1700

Österland (lub Österlanden; fiń. Itämaa) – historyczne określenie jednego z czterech tradycyjnych krajów Szwecji, obejmującego współczesną południową część Finlandii. Od północy obszar Österland graniczył z Österbotten, zaliczanym do Norrland. Termin ten wyszedł stopniowo z użycia już w późnym średniowieczu, w czasach unii kalmarskiej, zastąpiony nazwą Finlandia. 
W skład Österland wchodziły następujące prowincje historyczne (landskap):
| - Egentliga Finland (fiń. Varsinais-Suomi) - Karelia (Karjala, szw. Karelen) - Nyland (Uusimaa) - Satakunda (Satakunta) - Savolax (Savo) - Tavastland (Häme) - Wyspy Alandzkie (Ahvenanmaa, szw. Åland) | Egentliga Finland · Karelia · Nyland · Satakunda · Savolax · Tavastland · Aland |

Terminu Finlandia, w kontekście geograficznym, zaczęto używać  na określenie wschodniej części Królestwa Szwecji dopiero na początku XVI w. W średniowieczu terminem Finlandia określano jedynie południowo-zachodnią część kraju, tj. obszar wokół Åbo (Turku) (tzw. Finlandia Właściwa, szw. Egentliga Finland, fiń. Varsinais-Suomi).